# Nacho Ferri
Ignacio „Nacho“ Ferri Julià (* 5. Oktober 2004 in Montaverner) ist ein spanischer Fußballspieler. Der Stürmer steht seit Juli 2025 beim KVC Westerlo unter Vertrag und ist Juniorennationalspieler.

## Karriere

### Verein
Ferri begann das Fußballspielen als Sechsjähriger in seiner Geburtsstadt bei UD Montaverner. Über Ontinyent CF und UD Alzira wechselte der Stürmer im Sommer 2021 nach Deutschland zu Eintracht Frankfurt und unterschrieb dort am 1. November 2022 – kurz nach seinem 18. Geburtstag – seinen ersten Profivertrag mit einer Laufzeit bis 2025. In der zur Spielzeit 2022/23 wieder eingeführten zweiten Mannschaft des Vereins war er auf Anhieb Stammspieler sowie Leistungsträger und verhalf der Eintracht mit 26 Treffern in 33 Spielen zum Aufstieg in die Regionalliga Südwest. Darüber hinaus kam Ferri für die U19 der Frankfurter in insgesamt 11 Spielen der A-Junioren-Bundesliga sowie 6 Spielen der UEFA Youth League zum Einsatz. Anfang August 2023 verlängerte der Stürmer, der seit Oktober 2022 auch zum Profikader zählt, seinen Vertrag vorzeitig um ein Jahr. Ende September 2023 gab er beim 0:0 gegen den SC Freiburg sein Profidebüt in der Bundesliga und erzielte Anfang November 2023 gegen den 1. FC Union Berlin sein erstes Bundesligator zum 3:0-Endstand. Zur Saison 2024/25 wurde er nach Belgien an den KV Kortrijk verliehen. Im Juli 2025 wechselte er zum KVC Westerlo.

### Nationalmannschaft
Ferri absolvierte im Jahr 2019 zwei Einsätze für die spanische U15-Auswahl. Anfang Mai 2023 debütierte er in der U19.

## Erfolge
- Meister der Hessenliga und Aufstieg in die Regionalliga Südwest: 2023